# الأمر ديسك بارت
الأمر ديسك بارت (بالإنجليزية: diskpart) هو أداة سطر الأوامر لأنظمة الملفات على الحاسوب، ويمدنا بوظائف لتقسيم القرص، وهو مطبق بداية من ويندوز 2000 وما بعدها، أما ما سبقه من أنظمة ويندوز فكان يطبق الامر fdisk .
هذا الأمر الخدمي يحمي من إنشاء تقسيمات متعددة للوسائط القابل للنقل مثل الذاكرة الفلاشية، ويستخدم أيضا لتقسيم الأقراص الصلبة الداخلية.

## كيف يعمل
إمكانية ان يدعم الأمر diskpart لغة برمجة نصية script , على سبيل المثال يمكن أن يمرر الملف النصي بالمحتويات التالية لإنشاء قسم جديد:
```
create partition logical size=2048
assign letter=F
```

هذا سوف ينشئ قسم حجمه 2 جيجابايت في بداية أول مساحة فارغة على القرص ويخصص الحرف اف F لهذه المساحة، القسم سيكون من النوع المسمى منطقي (من الفسم الموسع) Logical Partition (لاحظ يوجد في التقسيمات أنواع منها الاساسي Primary Partition ومنها المنطقي للقسم الموسع Extended Logical Partition).
القرص المركب وما به من تقسيمات volumes and/or partitions يمكن رؤيتها بواسطة الثلاث اوامر التالية:
```
list disk
list volume
list partition
```

## وحدة التحكم بالاسترداد Recovery Console
في وحدة التحكم بالاسترداد المتضمنة في كل من ويندوز 2000 وويندوز إكس بي وويندوز سيرفر 2003 يوجد أمر diskpart وهو يختلف اختلافا كبيرا عن المضمن مع نظام التشغيل الفعلي، وهو لا يقدم سوى وظائف لإضافة وحذف أقسام، ولكن ليس لوضع قسم نشط active partition (قراءة متقدمة : القسم النشط يعرف من دليل الإقلاع Boot flag).